# Carlos Vitor da Costa Ressurreição
Carlos Vitor da Costa Ressurreição (Rio de Janeiro, 15 de Abril de 1985), mais conhecido como Vitor, é um ex-futebolista brasileiro que atuava como goleiro.[carece de fontes?]

## Biografia
Em 2016 converteu-se à Igreja Adventista do Sétimo Dia, que tem como um de seus preceitos "guardar" o sábado, ou seja, não exercer nenhuma atividade remunerada neste dia da semana. Por conta disso, os clubes acabaram se recusando a contratá-lo. Atualmente é um missionário.[carece de fontes?]
É ídolo do Londrina Esporte Clube, clube pelo qual ficou de 2013 a 2015, fez mais de oitenta jogos e foi campeão do Campeonato Paranaense em 2014. Jogou ainda por Vitoria-BA, onde começou sua carreira, Ponte Preta, Joinville, Portuguesa, Atlético-GO, Bragantino, ABC e Arapongas, entre outros. Chegou a defender também a seleção brasileira nas categorias de base.
Em 2018, lançou o livro Verdade de Campeão, que conta desde seu início no futebol até quando foi batizado na Igreja Adventista.

## Conquistas
Londrina[carece de fontes?]
- Campeonato Paranaense de Futebol: 2014[carece de fontes?]
- Campeonato do Interior Paranaense: 2015, 2016[carece de fontes?]

Individuais
- 2015 - Melhor jogador da Série C[4]